# Matet
Matet es un municipio de la Comunidad Valenciana, España. Situado en la provincia de Castellón, en la comarca del Alto Palancia. Situado en la zona occidental de la Sierra de Espadán. Cuenta con una población de 91 habitantes (INE 2024). Se trata de un municipio hispanófono, en el que el español cuenta con el predominio lingüístico reconocido legalmente (su habla tiene influencias del aragonés y valenciano debido a su localización limítrofe entre Valencia y Aragón. Por ejemplo, "cuesta" se dice "rocha", y el término "agora" en lugar de "ahora" se puede oír. Otro ejemplo es la utilización del término "sucar" sinónimo de "mojar" en frases como "sucar aceite" que sería "empapar el pan con aceite").

## Geografía
La localidad se encuentra en la falda de una colina rocosa conocida como el Pilón. en las estribaciones noroccidentales de la Sierra de Espadán. Debido a su situación geográfica, su término es abrupto presentando alturas destacadas como el Morterico (862 metros), el Rector (855 m) o el Carro (835 m).
El clima es templado, aunque algo fresco en invierno, y seco. Siendo el terreno montañoso y quebrado en su mayor parte, también comprende algunas zonas de llanura o navas.

### Localidades limítrofes
Alcudia de Veo, Algimia de Almonacid, Gaibiel, Pavías, Vall de Almonacid y Villamalur.

## Historia
El origen de la población es musulmán, como atestigua su trazado urbano, situándose la fecha más posible de su fundación entre finales del siglo XII y comienzos del XIII.
Se cree que Matet aparece sobre finales del siglo XII o principios del XIII. De origen árabe, después de la Conquista perteneció al Duque de Sessa y posteriormente pasó en confiscación al Rey. Luego lo vendió al Conde de Aranda y últimamente al dominio de D. Pedro de Urrea.
Posteriormente fue reconquistada, de manos de Zayd Abu Zayd, por Jaime I en 1238 quien la donó el 22 de mayo del mismo año a Berenguer de Palou, obispo de Barcelona y en 1280 pertenecía a don Pedro Cornell. Más adelante formó parte del patrimonio del duque de Sessa hasta que la posesión llegó a manos de Sancha Ferrandis, como sucesora del primer dueño de la localidad, quien se casó con Jaime Pérez, hijo de Pedro IV, para el cual había creado el señorío de Segorbe por lo que ambos señoríos quedaron unidos. Dicha unión permaneció hasta 1430 debido a que Alfonso V se anexionó las posesiones de Fadrique, conde de Luna debido a su traición en la guerra que había mantenido contra Castilla. En 1437, el rey vendió el castillo de Almonecir a Vidal de Castellá.
Tras diversas herencias, el castillo de Almonacir recayó en manos de la casa ducal de Cardona, que estaba unida al ducado de Segorbe desde 1562. Aunque este hecho fue efímero debido a que el 8 de mayo de 1581 fue vendida a don Dionisio de Reus que la cedió al conde de Aranda.
El 18 de abril de 1582, se otorgó en Vall de Almonacid la Carta Puebla del lugar de Matet por don Juan Ximénez de Urrea y Doña Juana de Enríquez (Condes de Aranda), ante Francisco Marino y Pedro Monçonis o Montsonis.

## Demografía
Matet cuenta con una población de 91 habitantes (INE 2024).
| Gráfica de evolución demográfica de Matet entre 1842 y 2021                                                         |
| |
| Población de derecho según los censos de población del INE Población de hecho según los censos de población del INE |

## Economía
La economía de la localidad se basa en la agricultura de secano, destacando cultivos como el olivo o el almendro y en la actividad cinegética.

## Administración y política
| Periodo   | Nombre                        | Partido |
| --------- | ----------------------------- | ------- |
| 2003-2007 | Benigno García Calvo          | PP      |
| 2007-2011 | Francisco Javier Olaso Valero | PP      |
| 2011-2015 | Francisco Javier Olaso Valero | PP      |
| 2015-2019 | Francisco Javier Olaso Valero | PP      |
| 2019-2023 | Rosa Mª. Guillermo Tortajada  | PP      |

## Patrimonio

### Religioso
- Ermita. Dedicada a Santa Bárbara se encuentra en la cima del monte del Calvario, habiendo sido restaurada recientemente.

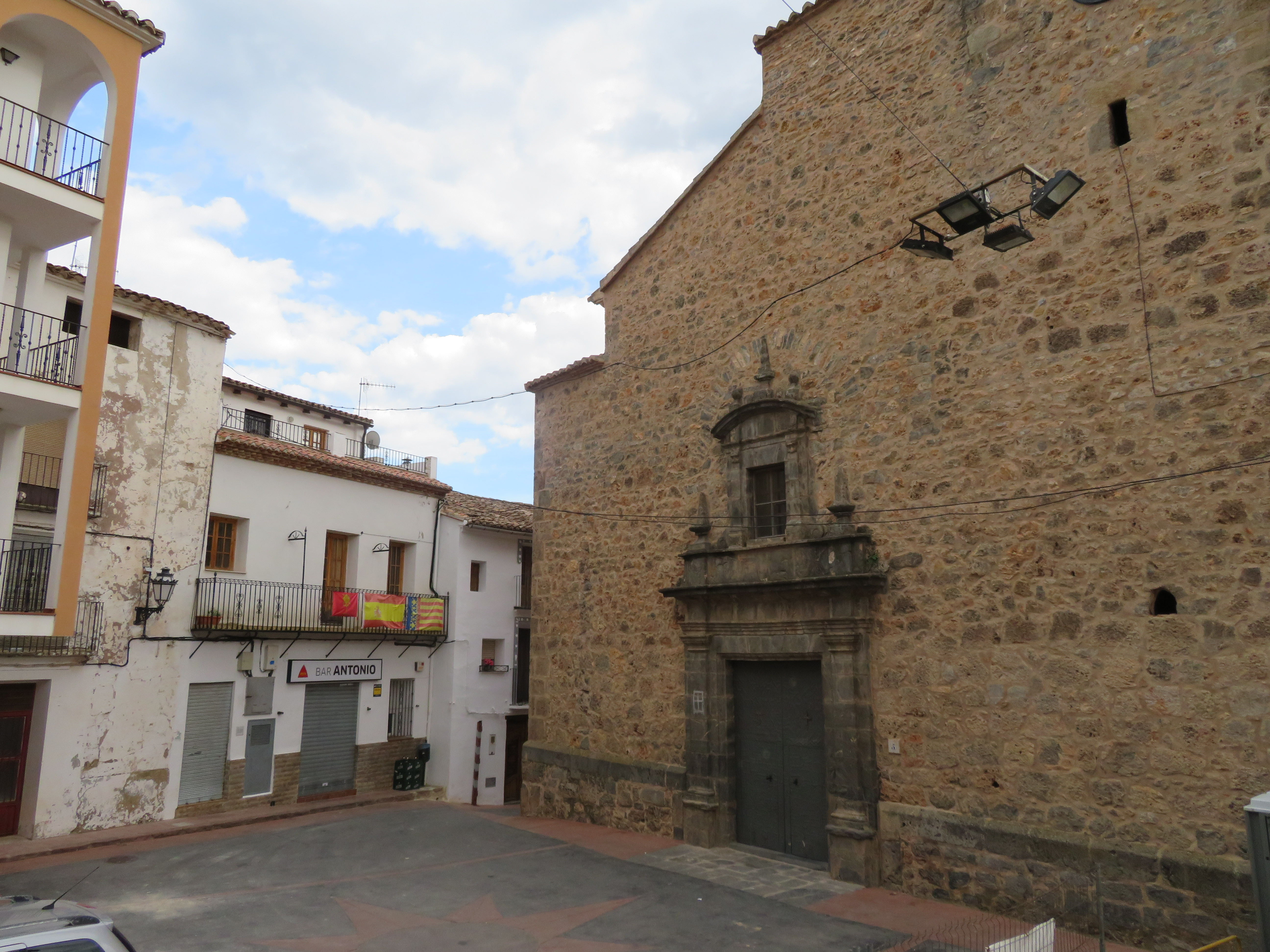
Iglesia Parroquial de San Juan Bautista de Matet (Castellón).

- Iglesia Parroquial de San Juan Bautista de Matet (Castellón).Iglesia Parroquial de San Juan Bautista

### Civil

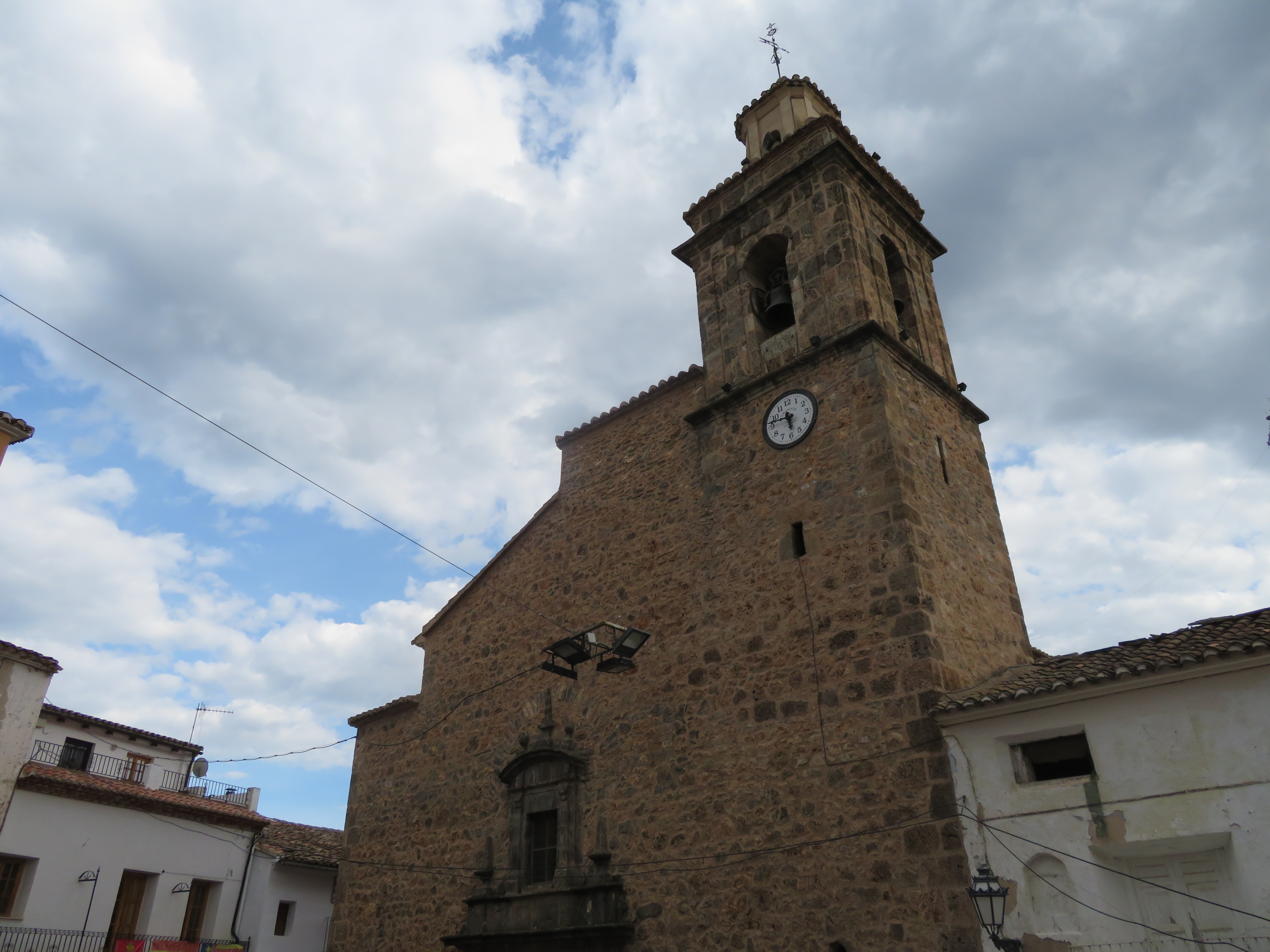
Torre campanario de la iglesia de San Juan Bautista, parroquia de Matet.

- Torre campanario de la iglesia de San Juan Bautista, parroquia de Matet.El Pilón. Esta torre defensiva de origen musulmán se encuentra situada en la cima de la colina rocosa donde está situada la población. Esta esbelta torre de cuerpo cilíndrico con construcción de mampostería dispone de un acceso principal elevado. Ha sido parcialmente restaurada aunque el remate superior ha desaparecido. Fue declarada Bien de Interés Cultural por Disposición Adicional Segunda de la Ley 16/1985.

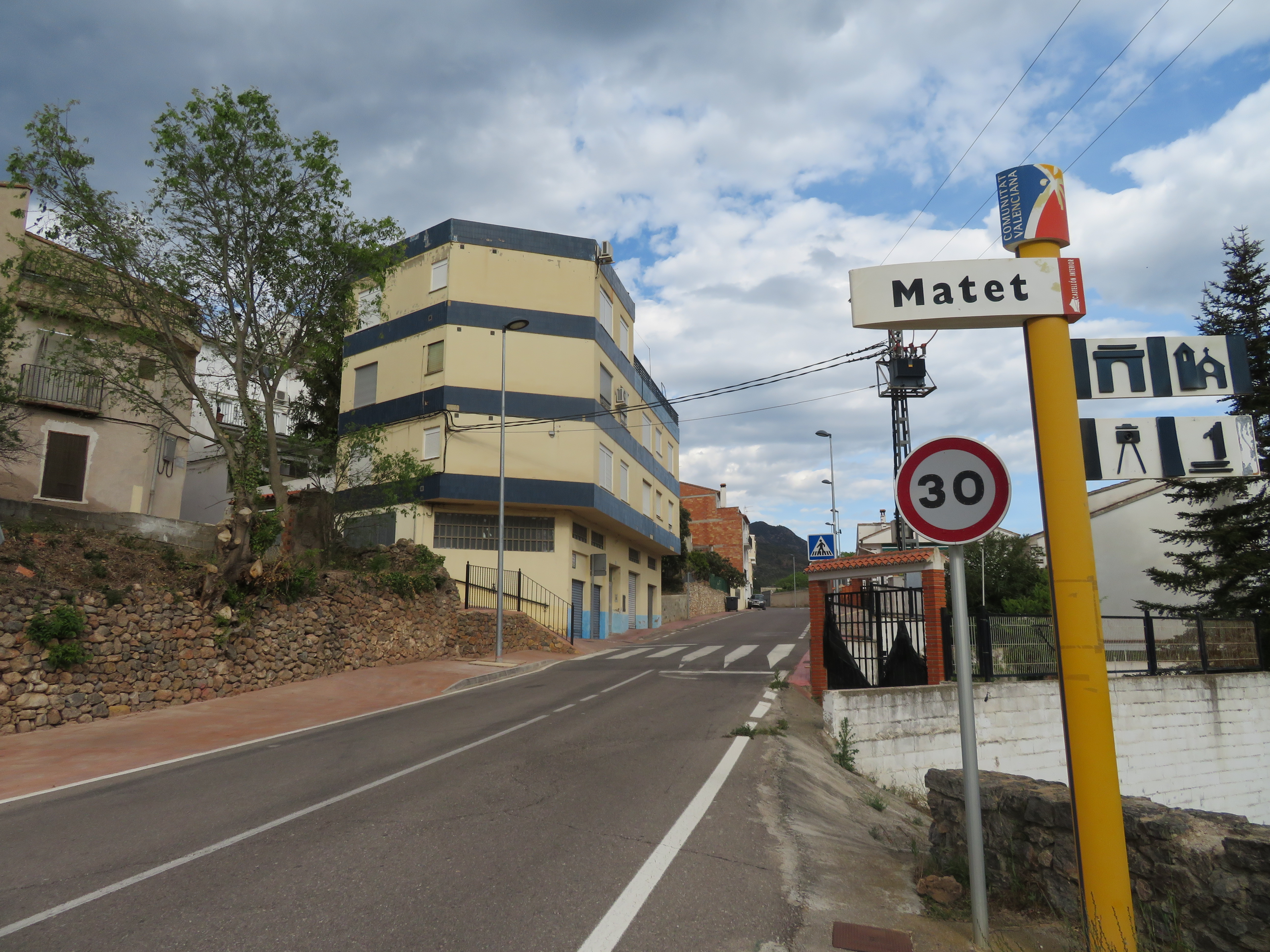
Matet (Castellón).

- Matet (Castellón).Casa Consistorial. De la década de los años 60 del siglo XX.

## Alojamientos
Apartamentos rurales en el centro del pueblo:
https://web.archive.org/web/20170221012622/http://www.claserural.com/

## Gastronomía
La gastronomía de Matet basa su excelencia en el aceite de oliva virgen producido de manera tradicional en la almazara del pueblo y que está presente en la elaboración del típico "rustido" de pollo y conejo, bollo de sardinas y panceta, así como "gachas" y "olla" y postres como la "regañá" y "congretes".

## Fiestas
- Fiesta de San Antonio Abad. Se celebra el fin de semana más próximo al 17 de enero, con el encendido de hogueras en todas las calles y el reparto de tora, embutido y panceta en la plaza. El domingo, bendición de los animales, de los campos y las fuentes y reparto de les congretes, pasta típica.
- Fiestas Patronales. En honor de la Virgen de la Asunción y del Rosario. Se celebran entre la segunda y la tercera semana del mes de agosto, con verbenas y toros, así como actos religiosos, procesiones y romerías.
- Día de la Virgen del Rosario. Su fiesta se celebra el primer domingo de octubre con una comida de hermandad en la plaza de la Iglesia en la que todos degustan el arroz en fesols y naps.

## Lugares de interés
Pertenece a la Comarca del Alto Palancia, está situado dentro del parque natural de la Sierra de Espadán, presentando una orografía marcada por diversos montes entre los que destaca el Morterico 862 m. El Rector 855 m., El Carro 835 m.
- Fuente del Lentisco.
- Fuente del Espino.
- Fuente de los Burros.
- Fuente del Carro.
- Fuente que Nace.
- Rambla del Perrudo.
- Barranco de la Argotalla.

## Accesos
La manera más sencilla de llegar es a través de la autopista A-23 de Sagunto a Somport hasta las cercanías de Segorbe donde se enlaza con la CV-215. El pueblo se encuentra a 68,8 km de Valencia y 50 km de Castellón de la Plana.